# Menophra strictaria
Menophra strictaria är en fjärilsart som beskrevs av Lederer 1853. Menophra strictaria ingår i släktet Menophra och familjen mätare. Inga underarter finns listade i Catalogue of Life.